# VX (신경독)
VX(O-ethyl-S-[2(diisopropylamino)ethyl] methylphosphonothiolate)는 매우 독성이 강한 신경독의 일종이다. 실온에서 호박색의 유성 액체로 존재하고, 비휘발성이며 특별한 맛이나 냄새는 없다. 치사량은 흡입시 50mg, 피부 접촉시 10mg(1m2 기준)이다. 현재 대량살상무기로 분류되고 있는 화학무기이며 생산이 금지되어 있다.

## 화학 무기
미국 랜드연구소 브루스 베넷 박사는 사린가스 1톤을 7.8km2 면적의 땅에 뿌릴 경우 23만 명의 사망자가 발생할 수 있다고 추정한다. 호흡시 LCt50은 사린가스 35 mg·min/m3, VX가스 15 mg·min/m3라는 출처에 따르면, VX가스 1톤을 7.8km2 면적의 땅에 뿌릴 경우 53만 명의 사망자가 발생할 수 있다는 의미이다.
피부 접촉시 독성은, VX는 사린가스보다 백 배 이상 독성이 강하다. 피부접촉시 사린가스의 반수 치사량 (LD50)은 1700mg, 호흡시 사린가스의 반수 치사농도 및 시간(LCt50)은 35 mg·min/m3이다. 다른 출처에서는 15 mg·min/m3라고도 한다.
피부 접촉만으로 실험 대상자의 절반이 사망하게 되는 양인 반수 치사량 (LD50)은 10 mg이다. 호흡을 통해 흡수하는 경우, 실험 대상자의 절반이 사망하게 되는 양인 반수 치사농도 및 시간(LCt50)은 30–50 mg·min/m3이다.
1991년 4월 3일 유엔 안전보장이사회 결의 687호는 VX가스를 대량살상무기로 분류했다. 1993년 화학 무기 금지 조약 가입국은 연간 100그램을 초과하는 VX가스를 보유하면 안된다. 예외적으로 연구, 의학적 목적으로 1년에 10kg 이하의 VX가스를 보유할 수 있다.
실험에서, 미량의 VX가스를 접촉한 사람은 접촉한 지 몇시간만에 적혈구의 콜린에스테라아제가 70–75%가 감소한다.
피부접촉시 반수 치사량 (LD50)은 보툴리눔 독소 0.000000001g/kg, VX가스 0.0000023g/kg, 사린가스 0.0000172g/kg이다.

## 사용 역사
- 1988년 3월 당시 이라크 사담 후세인 정권이 반정부 세력인 쿠르드족 게릴라의 근거지였던 할라브자에 신경가스를 대량 살포해 5천여 명이 사망했다.[6]
- 1991년 2월 28일 걸프 전쟁이 종료된 직후, 1991년 4월 3일 유엔 안전 보장 이사회 결의 687호는 이라크의 화학 무기 사용을 조사하기 위한 특별 조사단 UNSCOM을 창설했다. 사담 후세인은 VX 가스를 연구하였지만, 대량 생산에는 실패했다고 UNSCOM에서 증언했다.
- 1994년 12월 일본에서 옴진리교 신자들이 VX 가스로 회사원을 공격하였고, 피해자는 열흘 만에 사망했다.[7] 이외에도 1995년 1월에 신자들이 옴진리교 피해자 가족 모임 회장을 살해하기 위해 VX 가스로 공격하였으나 미수에 그쳤다.[8]
- 2017년 2월 13일 조선민주주의인민공화국의 최고 지도자인 김정은의 이복형인 김정남의 암살에 사용되었다.

## 영화

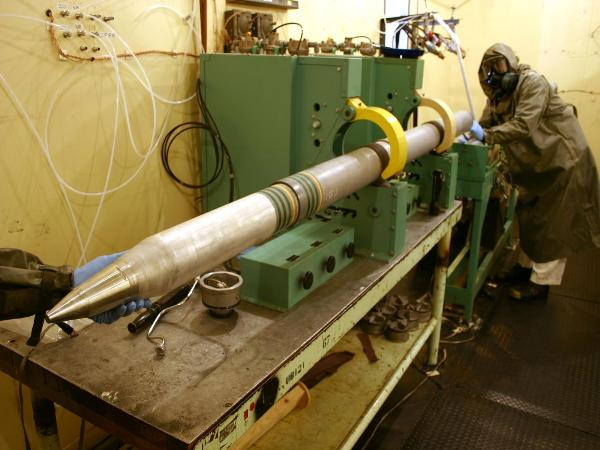
M55 로켓은 사린 또는 VX 화학탄두를 장착한다.

1996년 영화 《더 록》에서 미국 해병대 여단장 프랜시스 X . 허멀 장군(General Francis X. Hurmel: 에드 해리스 분)이 반란을 하여 VX가스 4.5kg가 장착된 무게 25kg, 사거리 10km인 M55 로켓을 샌프란시스코에 발사한다. 숀 코너리, 니컬러스 케이지가 이를 저지한다.

## 제조과정
VX는 트랜스 에스테르 공정을 통해 생성되며, 이는 2 개의 거울상 이성질체의 라 세미 혼합물을 생성한다.
이것은 삼염화 인을 메틸화시켜 메틸 포스 포러스 디 클로라이드를 생성시키는 일련의 단계를 수반한다. 생성된 물질은 디에스테르를  만들기위해 에탄올과 반응된다.
이어서,이를 N, N- 디 이소 프로필 아미노 에탄올로 에스테르 교환 반응시켜 포스 포 나이트를 생성한다. 마지막으로, 이 직접 전구체는 황과 반응하여 VX를 형성한다.